# Why (4Minute)
Why è il quinto singolo giapponese del gruppo estratto da Best of 4Minute.
La canzone è stata registrata nel 2010.

## Pubblicazione
La canzone è stata pubblicata l'8 marzo 2011.

## Esibizioni dal vivo
Le 4Minute promozionano il singolo nel mese di marzo su MTV giapponese e in vari live.

## Tracce
1. Why
2. Funny
3. Change (Hyuna solo single)
4. Why (Karaoke)

## Classifiche
| Classifica                 | Posizione massima |
| -------------------------- | ----------------- |
| Gaon Digital chart         | 8                 |
| Gaon Streaming chart       | 9                 |
| Gaon Download chart        | 9                 |
| Gaon BGM chart             | 1                 |
| Gaon Mobile Ringtone chart | 26                |